# 涙色 (酒井法子の曲)
「涙色」（なみだいろ）は、1997年7月24日に発売された酒井法子の30枚目のシングル。規格品番はVIDL-30050。

## 概要
- タイトル曲、カップリング曲ともに河村隆一によって書かれたもので、同年に発売されたアルバム『Love』で2曲ともセルフカバーしている。
- オリコンチャート上においてはシングル売上11.8万枚を記録し、酒井自身『碧いうさぎ』、『鏡のドレス』に次いで3番目のヒット作品となった[1]。

## 収録曲
- 全曲作詞・作曲：河村隆一、編曲：土方隆行

1. 涙色
  - 日本テレビ系列『NNNきょうの出来事』エンディングテーマ
2. 蝶々
3. 涙色 (オリジナル・カラオケ)
4. 蝶々 (オリジナル・カラオケ)

## 収録アルバム
- ASIAN COLLECTION 97
- work out fine
- ASIAN TOUR SPECIAL〜ASIAN COLLECTION 98〜
- Singles 〜NORIKO BEST〜 III
- Asia 2000〜Words Of Love〜
- NORIKO BOX
- <COLEZO!> 酒井法子 Best Selection
- 大好き 〜My Moments Best〜
- The Best Exhibition　酒井法子30thアニバーサリーベストアルバム
- GOLDEN☆BEST 酒井法子
- NORIKO BOX 30th Anniversary Mammoth Edition
- Premium Best